# Dighty Water
Das Dighty Water, auch Dichty Water, ist ein Fluss in den schottischen Council Areas Angus und Dundee. Er entsteht durch den sukzessiven Zusammenfluss von vier Bächen an den Hängen der Sidlaw Hills wenige hundert Meter nördlich von Muirhead in Angus.

## Beschreibung
Auf seinem gesamten Lauf verläuft das Dighty Water in ostsüdöstlicher Richtung. Es fließt zunächst entlang der Nordgrenze Dundees, unter der A90 hindurch und durchläuft dann nördliche Stadtteile Dundees. Entlang der Nord- und Ostgrenzen von Broughty Ferry und Barnhill und unter der A92 hindurch dreht das Dighty Water in Monifieth abrupt für wenige hundert Meter nach Südwesten und ergießt sich in den Firth of Tay.
In der Vergangenheit wurde das Dighty Water zum Antrieb von Wasserrädern genutzt und an seinen Ufern wurden Tuche gebleicht. In dem Fluss lebten Forellen und auch wenige Lachse. Etwa auf Höhe der Kreuzung mit der A92 wurden am Ufer des Dighty Waters mehrere hundert mesolithische Werkzeuge aus Feuerstein gefunden.

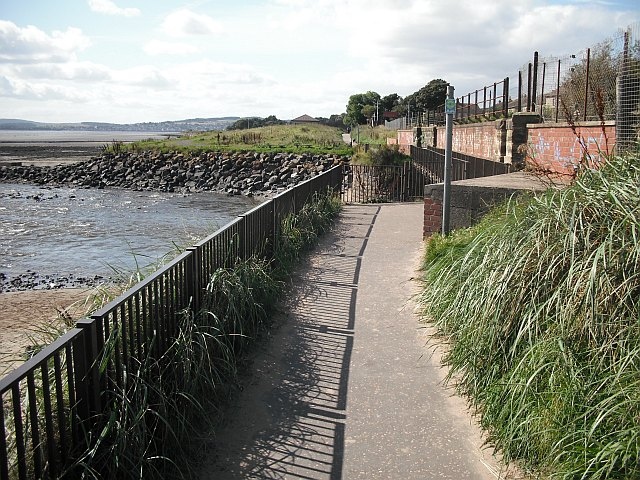
Mündung des Dighty Water in den Firth of Tay
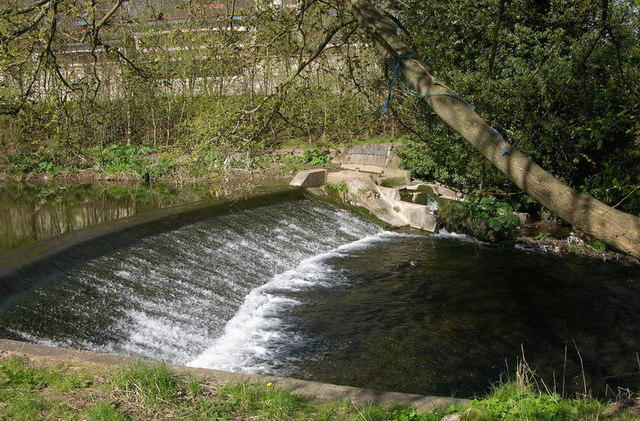
Wehr am Dighty Water